# Benidorm (televisieserie)
Benidorm was een komische serie die werd uitgezonden op de Vlaamse commerciële zender VTM. Er werden twee reeksen van gemaakt met elk 13 afleveringen. Reeks 1 werd in 1989 uitgezonden, reeks 2 in 1992.
De serie werd geschreven door Eddy Asselbergs. De eerste reeks is een tv-bewerking van zijn eigen toneelklucht "We gaan naar Benidorm". De tweede reeks is een vervolg waarvan geen toneelvariant bestaat.

## Rolverdeling
- Janine Bischops: Angèle (Seizoen 1 & 2)
- Johny Voners: Gaston (Seizoen 1 & 2)
- Max Schnur: Tuur (Seizoen 1 & 2)
- Maria Bossers: Germaine (Seizoen 1 & 2)
- Jo Leemans: Mariette (Seizoen 1 & 2)
- Bob Van Staeyen: Theo (Seizoen 1 & 2)
- Tony Bell: Karel (Seizoen 1 & 2)
- Yvonne Verbeeck: Lisa, de moeder van Angèle (Seizoen 1 & 2)
- Luc Van Puym: Pedro (Seizoen 1)
- Peggy De Greef: Willemijn (Seizoen 1 & 2)
- René Wattez: Kees (Seizoen 1 & 2)
- Kikki Amity: Horlogeverkoopster (Seizoen 1) (Enkel in aflevering 5), Ansje (Seizoen 2)
- Eddy Asselbergs: Pedro en Jesus (Seizoen 2)
- Bert Champagne: Jean (Seizoen 2)
- Bor: Snoetje (Seizoen 2)
- Jacky Lafon: Carmen (Seizoen 2)
- Karel Van Gompel: Taxichauffeur (Seizoen 1)
- Chris Cauwenberghs: Taxichauffeur (Seizoen 1)
- Ille Geldhof: Verpleegster (Seizoen 1
- Ivo Pauwels: Getuige van Jehova
- Ruud De Ridder: Getuige van Jehova (Seizoen 1)
- Paul Peeters: Dokter (Seizoen 2)

## Verhaal
Gaston is getrouwd met Angèle. De baas van Gaston heet Karel. De moeder van Angèle (Lisa) belt regelmatig met haar dochter. De buren van Angèle en Gaston heten Tuur en Germaine. Gaston werkt in een ondergrondse garage als parkeerwachter. Karel ziet geen steek maar rijdt toch met de auto. Germaine en Angèle spreken over reisplannen, Angèle zou graag naar Benidorm gaan in plaats van alle jaren naar Blankenberge. Maar ze is zeker dat Gaston dat niet zal zien zitten. Maar de moeder van Angèle stelt voor dat Gaston en Angèle samen met haar naar Blankenberge zouden gaan. En omdat Gaston dit totaal niet ziet zitten is de beslissing om naar Benidorm te gaan snel gemaakt. Angèle en Gaston vertrekken met de bus naar Benidorm. In hun hotel aangekomen treffen ze de conciërge Pedro aan. Het hotel lijkt niet af, de luster in de kamer is gewoon een lamp aan een draad, er is geen licht in de gang, geen trapleuning en ook de lift is nog niet geïnstalleerd. Ze moeten dus altijd te voet naar de 6de verdieping. Er is geen water 's nachts, en op een zaterdag om 6.30 u. werd er al geboord, ze zitten midden in een bouwwerf. Er staat zelfs geen water in het zwembad.
Gaston en Angèle leren Theo en Mariette kennen, de bovenburen. Theo en Mariette hebben het appartementje in het hotel gekocht. Willemijn, de verloofde van een zekere Kees liep tegen Gaston aan toen die uit zijn appartement kwam en morste zo op haar jurk. Gaston liet haar in de badkamer binnen terwijl Angèle buiten op het terras aan het zonnen was. Willemijn zit in bikini op de grond met Gaston martini te drinken en op dat moment klopt Kees aan op de deur. Kees komt binnen en slaat Willemijn en Gaston een blauw oog. Ondertussen is Angèle helemaal verbrand. Ze wordt naar het ziekenhuis gebracht en wordt volledig ingepakt in wit verband. Ze mag 14 dagen niet buitenkomen en dat terwijl hun reis maar 3 weken duurt. Willemijn komt zich excuseren bij Angèle voor het gedrag van haar man. Zo komt Angèle te weten dat ze lag te verbranden terwijl Gaston met een andere vrouw in hun appartement zat en ze is razend. Op de laatste avond van Gaston en Angèle in Benidorm houden ze een feestje en leggen ze alles bij met Kees en Willemijn. Gaston heeft het appartement gekocht als verrassing voor Angèle. Ze keren met de bus terug naar huis en Angèle is kwaad dat Gaston achter haar rug dat appartement gekocht heeft. Ze kunnen het namelijk niet betalen.
Als ze terug thuiskomen, ontdekken ze dat hun kelder onder water staat. Tuur herstelt de put waardoor het water is binnengekomen. Gaston moet van Angèle gans de kelder leegmaken die nog vol brol van Angèle haar overleden vader staat. Zo ligt het bijvoorbeeld nog vol lege wijnflessen. De moeder van Angèle is naar Benidorm vertrokken om het probleem van het appartement op te lossen. Tuur en Gaston moeten van hun vrouwen een sauna in de kelder maken. Karel gaat op bezoek bij Gaston. Hij vindt een lege, oude fles wijn. Hij denkt dat Gaston en Tuur ze hebben leeggedronken. Karel vraagt of ze nog zo een fles hebben en Gaston zegt dat zijn kelder er vol van ligt. Tuur maakt zijn wijn zelf en komt op het idee om de lege oude flessen te vullen met zijn zelfgemaakte wijn en die aan Karel te verlappen. Karel zegt dat hij 40000 frank (1000 €) voor zo een fles wil geven. Hij geeft een voorschot van 200000 frank (5000 €). De sauna en de fitness zijn af. Karel proeft Tuurs wijn en vindt hem goed, hij is in de zevende hemel. Gaston verscheurt de cheque van Karel en biecht hem alles op. Maar Karel vindt het zo grappig, hij vindt het de grap van het jaar. Hij promoveert Gaston tot zijn privéchauffeur. En hij krijgt een nieuwe cheque, maar dan voor Vlaamse wijn. Hij zal de dikkenekken op een wijnsessie eens een goed lesje leren. Hij verheugt er zich al op om hun koppen te zien. Angèles moeder heeft het appartement van Gaston en Angèle betaald en heeft voor zichzelf ook een appartement gekocht. Ze gaat nog een tijdje in Benidorm blijven. Angèle is zwanger.
Zeven maanden later. Ondertussen is Angèle dus zeven maanden zwanger. Als het een jongen is wil Gaston hem Rambo noemen. Gaston moet van de dokter het huishouden doen, maar dat blijkt een echte ramp te zijn. Hij heeft verlof om voor zijn vrouw te zorgen. De moeder van Angèle weet nog altijd niet dat haar dochter zwanger is. Ze zit al zeven maanden in Benidorm. Ze heeft Pedro Vlaams leren spreken en Theo en Mariette komen veel bij Angèles moeder. Gaston zou naar Benidorm willen gaan voor het appartement aan te passen tegen dat de baby er is. Tuur wil hem daar bij helpen. Mariette is ongerust over de gezondheid van Theo. Gaston en Tuur mogen van hun vrouwen naar Benidorm gaan als de reis niets kost. Ze hebben kunnen regelen dat ze met een mobilhome kunnen meerijden. De moeder van Angèle belt en Gaston moet haar een koffer kleren, een tv en 2 carpetjes (tapijtjes) meebrengen. Maar Gaston zegt resoluut nee en gooit de telefoon neer. Angèles moeder is triestig en zegt, ze zullen er nog spijt van krijgen! Gaston moet van Angèle het gerief van haar moeder meebrengen, maar dat weet Angèles moeder niet.
Gaston en Tuur vertrekken met Jean naar Benidorm. Jean heeft ook een grote hond Snoetje. Hij rijdt niet langs autostrades waardoor de reis weleens lang zou kunnen duren. Ze zitten in Frankrijk. Jean gaat met zijn fiets gaan eten. Tuur en Gaston durven niet alleen in de mobilhome blijven met Snoetje en besluiten om buiten te slapen. Ze gebruiken de 2 carpetjes om op te slapen en halen ook de koffer van Angèles moeder uit de mobilhome omdat daar warme jassen in zitten. En ook Tuur zijn gereedschapskist ligt buiten om een soort van tent op te stellen. Jean komt terug met zijn fiets en denkt dat Gaston en Tuur in de mobilhome liggen te slapen. Om ze niet wakker te maken slaapt hij in de chauffeurszetel. Zijn fiets heeft hij buiten laten staan. Hij vertrekt 's morgens met zijn mobilhome zonder te weten dat Gaston en Tuur buiten nog aan het slapen zijn. Gaston en Tuur ontdekken dat Jean en Snoetje vertrokken zijn. Ze hebben enkel de carpetjes en de koffer kleren van Angèles moeder en de gereedschapskist van Tuur. Ze vertrekken met de fiets van Jean en onderweg maakt Gaston de fiets uit woede kapot. Jean heeft de kleren van Gaston en de tv van Angèles moeder mee.
Mariette en Theo vertrekken naar Vlaanderen om met Theo naar het ziekenhuis te gaan. Pedro stelt aan Angèles moeder zijn tweelingbroer Jesus voor die ook als conciërge in het hotel gaat gaan werken. Angèles moeder is kwaad vanwege het gerief dat Gaston niet wil meebrengen en is van plan om 4 dagen naar Granada te gaan zodat Gaston niemand heeft om hem op te vangen als hij in Benidorm toekomt. Jean ontdekt dat Gaston en Tuur niet in de mobilhome zijn en dat hij zijn fiets vergeten is. Hij denkt dat ze met de fiets naar Benidorm vertrokken zijn. Greetchen, een vrouwelijke vrachtwagenchauffeur stopt met haar vrachtwagen en pikt Gaston en Tuur op. Ze rijden tot ongeveer aan de Spaanse grens. Angèles moeder vertrekt naar Granada. Tuur en Gaston zijn buiten en Greetchen vindt dat het te lang duurt. Ze moet met haar vrachtwagen vertrekken en gooit de carpetjes en de koffer van Angèles moeder uit de vrachtwagen en rijdt door. Ze heeft echter de gereedschapskist van Tuur er vergeten uit te gooien.
Uiteindelijk komen Tuur en Gaston aan in Benidorm. In het hotel worden de carpetjes van Angèles moeder echter gestolen. Doordat de nagel aan de deur van appartement 6 en 9 losgekomen is staan de cijfers op hun kop. Daardoor heeft Jesus het verkeerde appartement laten leeghalen door verhuizers. En dat was toevallig het appartement van Angèle en Gaston. Gaston wordt razend als hij ontdekt dat alle meubelen uit zijn appartement verdwenen zijn. Ook Pedro schrikt als hij het lege appartement aantreft. Gaston belt naar Angèle vanuit Benidorm en liegt door te zeggen dat alles in orde is. Hij zegt dat met Angèles moeder alles is bijgelegd en dat ze blij is dat ze haar carpetjes, haar tv en haar koffer kleren heeft. Hij vertelt ook dat hij Mariette en Theo op het strand heeft gezien. Maar die zitten in Antwerpen en ze gaan bij de dokter. Op de koop toe worden het geld, de identiteitskaart, het zwembrevet en de bankkaart van Gaston gestolen waardoor hij zonder geld zit. Theo krijgt van de dokter te horen dat alles in orde is met hem. Door het slechte Nederlands van Pedro heeft Angèles moeder heel wat verkeerd begrepen als ze naar Pedro belde.
Angèle en Germaine gaan naar de kermis en komen daar Mariette en Theo tegen. Ze schrikt want Gaston had gezegd dat Mariette en Theo in Benidorm zaten. Theo en Mariette gaan mee naar het huis van Angèle. Op dat moment belt Gaston naar huis. Angèle vraagt hoe het daar nog met Theo en Mariette is en Gaston zegt goed, we zijn samen nog iets gaan eten vandaag. En dan geeft Angèle Theo door aan de telefoon. Angèle betrapt hem op nog meer leugens en wil absoluut naar Benidorm gaan om te gaan kijken wat er gaande is! Greetchen heeft de gereedschapskist van Tuur opgestuurd naar het hotel. Ook Gaston heeft zijn identiteitskaart en zwembrevet terug. Het werd door de politie gevonden. Zijn bankkaart is echter spoorloos verdwenen. Angèles moeder komt terug in het hotel terwijl Gaston en Tuur er niet zijn en valt flauw als ze het lege appartement van Gaston en Angèle ziet.
Gaston en Tuur komen Willemijn tegen 's avonds. Willemijn stelt een vriendin voor die Ansje heet. Gaston vertelt zijn problemen. Willemijn en Ansje moeten die nacht werken en daarom stelt Willemijn voor dat Tuur en Gaston in hun appartement mogen slapen die nacht. Daarmee slapen Tuur en Gaston eindelijk nog eens in een goed bed want het appartement van Gaston is leeg. Het appartement van Kees en Willemijn is boven het appartement van Angèles moeder. Ansje en Willemijn komen heel vroeg 's morgens toe. Gaston en Tuur maken ontbijt voor hen en ze zitten met hun vier op bed en maken veel lawaai waardoor Angèles moeder als onderbuur niet meer kan slapen. Kees komt thuis en treft het viertal aan op bed en maakt een scène waardoor er nog meer lawaai is. Karel kent iemand die een vliegtuigje heeft en die zal Angèle naar Benidorm vliegen. Angèles moeder kan het lawaai niet meer verdragen en gaat naar het appartement en treft daar Kees, Willemijn, Ansje, Tuur en Gaston aan en schrikt zich te pletter. Gaston legt alles aan Angèles moeder uit. Angèle vertrekt ondertussen met het vliegtuigje richting Benidorm. Gaston legt ook aan Angèles moeder uit dat Angèle al zeven maanden zwanger is en ze is totaal van slag. Ze blijft nog wat bij Ansje en Willemijn die haar opvangen. Gaston gaat met Tuur en Kees naar zijn appartement om te overleggen hoe ze het appartement kunnen inrichten. Angèles moeder heeft Ansje en Willemijn opgesloten in de badkamer en is met de taxi naar de luchthaven vertrokken. Ze vliegt naar huis omdat Angèle zwanger is en op dat ogenblik is Angèle op weg naar Benidorm. Het vliegtuigje van Angèle moet een noodlanding maken in Tirol, ze zijn totaal de verkeerde richting uitgevlogen.
Jean komt met Snoetje toe in het hotel. Hij heeft de tv van Angèles moeder en de koffer van Gaston mee. Hij wil dat Gaston hem een nieuwe fiets koopt. Mariette en Theo vertrekken ook terug naar Benidorm. Karel heeft Germaine in Angèles huis afgezet. Angèles moeder komt net op dat moment toe. Karel en Angèles moeder kenden elkaar van vroeger en zijn blij dat ze elkaar na meer dan 40 jaar terugzien. Angèles moeder en Germaine leggen elkaar alles uit. Karel gaat met Angèles moeder en met Germaine met de Jaguar naar Benidorm. Om aan geld te geraken voor het appartement op te knappen kunnen Tuur en Gaston meespelen in een film van Kees. Mariette en Theo komen toe in Benidorm en zien Kees, Willemijn, Ansje, Gaston en Tuur tezamen. Mariette raakt in paniek en ze weet totaal niet hoe ze dit aan Germaine zal kunnen uitleggen. Angèles moeder, Karel en Germaine zijn ondertussen dicht bij de Spaanse grens. Mariette ziet de filmopnamen en weet nog minder hoe ze dit zal kunnen uitleggen. Ze belt naar Germaine thuis, maar die neemt natuurlijk niet op, omdat ze onderweg is naar Benidorm. Angèle komt aan in Benidorm en treft Tuur en Gaston in hun appartement aan samen met Kees, Willemijn, Jesus en Ansje.
Angèle loopt weg en Gaston loopt achter haar maar valt en wordt naar het ziekenhuis gebracht. Dan komt Angèles moeder toe in het appartement en Jesus legt haar de situatie uit. In het ziekenhuis blijkt dat Angèle ondertussen ook van de situatie op de hoogte gebracht is. Als Gaston terug volledig bij zijn positieven is zegt Angèle dat ze op de hoogte is van alles wat er gebeurd is en dat alles in orde is. Maar dan beginnen de weeën maar de dokter zegt dat het nog een tijd kan duren voor het kindje geboren wordt. Angèles moeder komt toe in het ziekenhuis. Angèle stuurt iedereen buiten zodat ze rustig kan bekomen. Angèles moeder en Gaston wachten geduldig in het ziekenhuis. Het baby’tje wordt geboren en het is een meisje. Angèle noemt haar dochtertje naar haar moeder en geeft haar de naam Elisabeth. Theo, Mariette, Tuur, Germaine, Karel, Willemijn, Kees, Ansje, Pedro, Jesus en Angèles moeder brengen samen het appartement in orde. Als Angèle en Gaston toekomen zijn ze verrast en bouwen ze met hun 13 een feestje in het appartement. Daarna mag iedereen op Karel zijn kosten Chinees gaan eten. Er wordt gelachen, gedronken, gegeten en gezongen en iedereen is gelukkig. Er lijkt ook iets moois te bloeien tussen Ansje en Jesus en zo valt het doek over de reeks Benidorm. Eind goed, al goed.

## Trivia
- De begingeneriek werd ingezongen door De Strangers. Bob Van Staeyen, die in Benidorm meespeelt, is ook lid van deze muziekgroep.
- Eddy Asselbergs, de bedenker van Benidorm, speelt mee in het tweede seizoen.
- Hoofdrolspelers Janine Bischops en Johny Voners waren tussen 1973 en 2006 getrouwd.
- Het Fakkelteater heeft in de tweede helft van de jaren 1980 doorheen Vlaanderen getoerd met de toneelklucht We gaan naar Benidorm. Zowel Janine Bischops als Johny Voners speelden toen mee in hun respectievelijke rol als Angèle en Gaston. Het stuk werd volgens Janine minstens 275 keer opgevoerd.
- Zowel Janine Bischops als Johny Voners vonden het uiteindelijke resultaat van de tv-versie Benidorm zo slecht van kwaliteit dat ze er nog jaren spijt van hebben gehad hierin mee te spelen. Het verwonderde hen beiden dat VTM beide reeksen volledig heeft uitgezonden. Desondanks werd de serie in 2010 ook op koop-dvd uitgebracht.